# Kasseler Sport-Verein Hessen Kassel 2022-2023
Questa voce raccoglie le informazioni riguardanti il Kasseler Sport-Verein Hessen Kassel nelle competizioni ufficiali della stagione 2022-2023.

## Stagione
Nella stagione 2022-2023 l'Hessen Kassel, allenato da Tobias Damm, concluse il campionato di Regionalliga Sudovest al 13º posto.

## Rosa
| N. |                     | Ruolo | Calciatore         |
| -- | ------------------- | ----- | ------------------ |
| 1  | Germania (bandiera) | P     | Maximilian Zunker  |
| 2  | Germania (bandiera) | D     | Alexander Mißbach  |
| 3  | Austria (bandiera)  | D     | Michael Glück      |
| 4  | Germania (bandiera) | D     | Kevin Nennhuber    |
| 5  | Germania (bandiera) | D     | Hendrik Starostzik |
| 6  | Germania (bandiera) | C     | Aram Kahraman      |
| 7  | Germania (bandiera) | A     | Jon Mogge          |
| 8  | Germania (bandiera) | C     | Frederic Brill     |
| 9  | Germania (bandiera) | A     | Marcel Fischer     |
| 10 | Turchia (bandiera)  | C     | Sercan Sararer     |
| 11 | Germania (bandiera) | C     | Jascha Döringer    |
| 12 | Germania (bandiera) | P     | Nicolas Gröteke    |
| 13 | Germania (bandiera) | A     | Silas Hagemann     |
| 14 | Germania (bandiera) | C     | Tim Dierßen        |
| 15 | Germania (bandiera) | C     | Steven Rakk        |
| 16 | Germania (bandiera) | C     | Serkan Durna       |
| 18 | Germania (bandiera) | C     | Malte Suntrup      |

| N. |                        | Ruolo | Calciatore           |
| -- | ---------------------- | ----- | -------------------- |
| 19 | Germania (bandiera)    | C     | Mate Mustapić        |
| 20 | Germania (bandiera)    | D     | Elias Liesche Prieto |
| 21 | Francia (bandiera)     | A     | Presley Pululu       |
| 22 | Germania (bandiera)    | C     | Oliver Schmitt       |
| 23 | Germania (bandiera)    | D     | Paul Stegmann        |
| 24 | Italia (bandiera)      | D     | Leonardo Zornio      |
| 25 | Germania (bandiera)    | C     | Marco Dawid          |
| 26 | Germania (bandiera)    | C     | Nils Stendera        |
| 28 | Kosovo (bandiera)      | C     | Alban Meha           |
| 29 | Germania (bandiera)    | A     | Lennart Rose         |
| 30 | Stati Uniti (bandiera) | A     | Noah Jones           |
| 31 | Germania (bandiera)    | D     | Maurice Springfeld   |
| 32 | Germania (bandiera)    | D     | Nael Najjar          |
| 33 | Germania (bandiera)    | A     | Lukas Iksal          |
| 34 | Germania (bandiera)    | P     | Marlon Sündermann    |
| 35 | Germania (bandiera)    | P     | Moritz Schunke       |

## Organigramma societario
Area tecnica
- Allenatore: Tobias Damm
- Allenatore in seconda: Sebastian Busch, Fabian Seck
- Preparatore dei portieri: Michael Gibhardt, Christoph Wiegand
- Preparatori atletici:
- Analisi video: Fabian Seck

## Calciomercato

### Sessione estiva
| Acquisti | Acquisti             | Acquisti        | Acquisti |
| R.       | Nome                 | da              | Modalità |
| -------- | -------------------- | --------------- | -------- |
| A        | Noah Jones           | Wil             |          |
| C        | Oliver Schmitt       | Verl            |          |
| A        | Silas Hagemann       | Carl Zeiss Jena |          |
| D        | Elias Liesche Prieto | Paderborn U19   |          |
| A        | Lennart Rose         | SGK Heidelberg  |          |

| Cessioni | Cessioni      | Cessioni        | Cessioni |
| R.       | Nome          | a               | Modalità |
| -------- | ------------- | --------------- | -------- |
| P        | Jonas Ferl    | SV Weidenhausen |          |
| A        | Moritz Flotho | Schalke 04 II   |          |

### Sessione invernale
| Acquisti | Acquisti       | Acquisti    | Acquisti |
| R.       | Nome           | da          | Modalità |
| -------- | -------------- | ----------- | -------- |
| D        | Michael Glück  | Monaco 1860 |          |
| A        | Presley Pululu | Verl        |          |

| Cessioni | Cessioni      | Cessioni        | Cessioni |
| R.       | Nome          | a               | Modalità |
| -------- | ------------- | --------------- | -------- |
| A        | Daniele Vesco | Grasshoppers II |          |

## Risultati

### Regionalliga Sudovest

#### Girone di andata
| Arbitro: | Huthmacher |

|                           |           |  |
| Tohumcu 44’ Kovačević 81’ | Marcatori |  |

| Arbitro: | Michel |

|                       |           |                      |
| Fischer 68’ Mogge 85’ | Marcatori | 22’ Stark 31’ Töpken |

| Arbitro: | Heiker |

|                                       |           |           |
| Bouthakrit 27’ Peters 29’ Reutter 55’ | Marcatori | 56’ Durna |

| Kassel 26 agosto 2022, ore 19:00 CEST 4ª giornata | Hessen Kassel | 0 – 0 referto | Freiberg | Auestadion (1 490 spett.)\| Arbitro: \| Greef \| |
| Arbitro:                                          | Greef         |               |          |                                                  |

| Arbitro: | Hasmann |

|                                            |           |  |
| Wächter 7’ Seitz 67’ Springfeld 90’ (aut.) | Marcatori |  |

| Arbitro: | Bauer |

|          |           |                             |
| Jones 8’ | Marcatori | 4’ Meiser 77’ (rig.) Akkaya |

| Arbitro: | Wacker |

|                                         |           |                    |
| Gösweiner 54’ Eisele 73’ Gerezgiher 83’ | Marcatori | 4’ Durna 40’ Jones |

| Arbitro: | Prigan |

|  |           |                                        |
|  | Marcatori | 6’ Reinhard 49’ (rig.) Grösch 73’ Wüst |

| Arbitro: | Ballweg |

|  |           |                |
|  | Marcatori | 70’ Derflinger |

| Walldorf 1º ottobre 2022, ore 14:00 CEST 10ª giornata | Astoria Walldorf | 0 – 0 referto | Hessen Kassel | Dietmar-Hopp-Sportpark (208 spett.)\| Arbitro: \| Schöller \| |
| Arbitro:                                              | Schöller         |               |               |                                                               |

| Arbitro: | Dennemärker |

|                           |           |  |
| Döringer 21’ Stendera 43’ | Marcatori |  |

| Arbitro: | Greef |

|                                 |           |  |
| Maier 24’ Röser 26’ Dulleck 76’ | Marcatori |  |

| Arbitro: | Ulbrich |

|                          |           |  |
| Jones 14’ Springfeld 67’ | Marcatori |  |

| Arbitro: | Reitermayer |

|                                     |           |              |
| Bobzien 12’ Rupil 32’ Derstroff 43’ | Marcatori | 66’ Stendera |

| Arbitro: | Michel |

|                                      |           |                              |
| Jones 38’ Fischer 80’ Starostzik 90’ | Marcatori | 35’ (rig.), 61’ (rig.) Pepić |

| Arbitro: | Huthmacher |

|  |           |                      |
|  | Marcatori | 90’ (aut.) Thayparan |

| Arbitro: | Geraci |

|             |           |             |
| Schmitt 80’ | Marcatori | 44’ Grimmer |

#### Girone di ritorno
| Arbitro: | Reif |

|            |           |                |
| Sararer 6’ | Marcatori | 77’ Fesenmeyer |

| Arbitro: | Schlegel |

|                       |           |            |
| Maroudis 42’ Köhl 57’ | Marcatori | 90’ Najjar |

| Arbitro: | Schneider |

|              |           |                                    |
| Stendera 49’ | Marcatori | 8’ Bouthakrit 76’ Müller 80’ Hirst |

| Arbitro: | Michel |

|            |           |  |
| Reisig 22’ | Marcatori |  |

| Arbitro: | Heim |

|             |           |                         |
| Sararer 68’ | Marcatori | 39’ Schaupp 48’ Maiella |

| Arbitro: | Schandry |

|                        |           |                         |
| Schmitz 20’ Eisele 74’ | Marcatori | 71’ Nennhuber 89’ Brill |

| Arbitro: | Hofheinz |

|                      |           |  |
| Meha 27’ Schmitt 75’ | Marcatori |  |

| Arbitro: | Wacker |

|           |           |                 |
| Göbel 79’ | Marcatori | 36’ (rig.) Meha |

| Offenbach am Main 5 aprile 2023, ore 19:00 CEST 26ª giornata | Kickers Offenbach | 0 – 0 referto | Hessen Kassel | Stadion am Bieberer Berg (6 769 spett.)\| Arbitro: \| Hildenbrand \| |
| Arbitro:                                                     | Hildenbrand       |               |               |                                                                      |

| Arbitro: | Geraci |

|                                |           |  |
| Jones 12’ Sararer 44’ Meha 86’ | Marcatori |  |

| Arbitro: | Kessel |

|                                    |           |  |
| Kastanaras 6’ Ganaus 85’ Hoppe 87’ | Marcatori |  |

| Arbitro: | Ulbrich |

|  |           |                                          |
|  | Marcatori | 77’ (rig.) Reichert 90’ de Sousa Oelsner |

| Arbitro: | Wilke |

|                      |           |  |
| Güclü 75’ Singer 78’ | Marcatori |  |

| Arbitro: | Prigan |

|             |           |  |
| Sararer 45’ | Marcatori |  |

| Arbitro: | Hasmann |

|  |           |                      |
|  | Marcatori | 37’ Pululu 61’ Jones |

| Arbitro: | Heiker |

|                |           |                            |
| Jones 11’, 22’ | Marcatori | 60’ Boesen 67’, 84’ Maurer |

| Arbitro: | Schlegel |

|              |           |          |
| Lorenzen 25’ | Marcatori | 10’ Meha |

## Statistiche

### Statistiche di squadra
| Competizione | Punti | In casa | In casa | In casa | In casa | In casa | In casa | In trasferta | In trasferta | In trasferta | In trasferta | In trasferta | In trasferta | Totale | Totale | Totale | Totale | Totale | Totale | DR  |
| Competizione | Punti | G       | V       | N       | P       | Gf      | Gs      | G            | V            | N            | P            | Gf           | Gs           | G      | V      | N      | P      | Gf     | Gs     | DR  |
| ------------ | ----- | ------- | ------- | ------- | ------- | ------- | ------- | ------------ | ------------ | ------------ | ------------ | ------------ | ------------ | ------ | ------ | ------ | ------ | ------ | ------ | --- |
| Regionalliga | 33    | 17      | 6       | 4       | 7       | 22      | 22      | 17           | 2            | 5            | 10           | 12           | 29           | 34     | 8      | 9      | 17     | 34     | 51     | -17 |
| Totale       | 33    | 17      | 6       | 4       | 7       | 22      | 22      | 17           | 2            | 5            | 10           | 12           | 29           | 34     | 8      | 9      | 17     | 34     | 51     | -17 |

### Andamento in campionato
| Giornata  | 1  | 2  | 3  | 4  | 5  | 6  | 7  | 8  | 9  | 10 | 11 | 12 | 13 | 14 | 15 | 16 | 17 | 18 | 19 | 20 | 21 | 22 | 23 | 24 | 25 | 26 | 27 | 28 | 29 | 30 | 31 | 32 | 33 | 34 |
| --------- | -- | -- | -- | -- | -- | -- | -- | -- | -- | -- | -- | -- | -- | -- | -- | -- | -- | -- | -- | -- | -- | -- | -- | -- | -- | -- | -- | -- | -- | -- | -- | -- | -- | -- |
| Luogo     | T  | C  | T  | C  | T  | C  | T  | C  | C  | T  | C  | T  | C  | T  | C  | T  | C  | C  | T  | C  | T  | C  | T  | C  | T  | T  | C  | T  | C  | T  | C  | T  | C  | T  |
| Risultato | P  | N  | P  | N  | P  | P  | P  | P  | P  | N  | V  | P  | V  | P  | V  | V  | N  | N  | P  | P  | P  | P  | N  | V  | N  | N  | V  | P  | P  | P  | V  | V  | P  | N  |
| Posizione | 15 | 15 | 17 | 17 | 17 | 17 | 17 | 17 | 18 | 17 | 16 | 16 | 16 | 16 | 16 | 15 | 15 | 14 | 14 | 14 | 14 | 16 | 15 | 15 | 15 | 14 | 13 | 13 | 15 | 15 | 15 | 13 | 15 | 13 |

Legenda:

Luogo: C = Casa; T = Trasferta. Risultato: V = Vittoria; N = Pareggio; P = Sconfitta.

### Statistiche dei giocatori
| F. Brill      | 27 | 1 | 9 | 0 |
| M. Dawid      | 18 | 0 | 0 | 0 |
| T. Dierßen    | 0  | 0 | 0 | 0 |
| S. Durna      | 30 | 2 | 4 | 0 |
| J. Döringer   | 30 | 1 | 3 | 0 |
| M. Fischer    | 23 | 2 | 0 | 0 |
| M. Glück      | 15 | 0 | 3 | 0 |
| N. Gröteke    | 7  | 0 | 0 | 0 |
| S. Hagemann   | 2  | 0 | 0 | 0 |
| L. Iksal      | 32 | 0 | 6 | 0 |
| N. Jones      | 27 | 8 | 3 | 0 |
| A. Kahraman   | 12 | 0 | 2 | 0 |
| A. Meha       | 11 | 4 | 2 | 0 |
| A. Mißbach    | 21 | 0 | 2 | 0 |
| J. Mogge      | 26 | 1 | 6 | 0 |
| M. Mustapić   | 0  | 0 | 0 | 0 |
| N. Najjar     | 33 | 1 | 3 | 1 |
| K. Nennhuber  | 22 | 1 | 5 | 1 |
| E. Prieto     | 7  | 0 | 1 | 0 |
| P. Pululu     | 12 | 1 | 0 | 0 |
| S. Rakk       | 26 | 0 | 4 | 1 |
| L. Rose       | 0  | 0 | 0 | 0 |
| S. Sararer    | 13 | 4 | 3 | 0 |
| O. Schmitt    | 8  | 2 | 2 | 0 |
| M. Schunke    | 1  | 0 | 0 | 0 |
| M. Springfeld | 29 | 1 | 5 | 0 |
| H. Starostzik | 15 | 1 | 4 | 0 |
| P. Stegmann   | 4  | 0 | 0 | 0 |
| N. Stendera   | 28 | 3 | 5 | 0 |
| M. Suntrup    | 0  | 0 | 0 | 0 |
| M. Sündermann | 20 | 0 | 0 | 0 |
| D. Vesco      | 19 | 0 | 2 | 0 |
| L. Zornio     | 0  | 0 | 0 | 0 |
| M. Zunker     | 7  | 0 | 1 | 1 |